# برنامه‌نویسی ژنتیک پشته‌ای
برنامه‌نویسی ژنتیک پشته‌ای نوعی از برنامه‌نویسی ژنتیک خطی می‌باشد که در آن تمام پایانه‌ها و دستورهای برنامه در یک پشته ذخیره می‌شوند.

## عملگرهای ژنتیک و انتخاب
عملگرهای ژنتیک روی برنامه‌های در برنامه‌نویسی ژنتیک پشته‌ای بیش‌تر شبیه به عملگرهای مشابه در الگوریتم ژنتیک و کمتر شبیه برنامه‌نویسی ژنتیک استاندارد یا درختی هستند. یک پشته می‌تواند یک رشته در نظر گرفته شود و عملگرهای تولید مثل الگوریتم ژنتیک می‌تواند روی آن اجرا شود.

## کارایی
طبق آزمایش‌ها، برنامه‌نویسی ژنتیک پشته‌ای روی بعضی از مسائل مانند فرگشت مولتی‌پلکسر، کارایی بهتری نسبت به برنامه‌نویسی ژنتیک استاندارد دارد.